# 박승재
박승재(朴承載, 1933년 7월 10일 ~ 2007년 2월 2일)는 대한민국의 정치학자이다. 본관은 무안이며, 전라남도 무안군 출신이다.
한양대학교 교수로 재직 중이던 1980년 헌법개정심의위원회와 국가보위입법회의에 참가한 뒤, 민주정의당 전국구로 제13대 국회의원도 지냈다.

## 학력
- 고려대학교 정치외교학과 학사 졸업
- 고려대학교 대학원 정치학 석사
- 한양대학교 대학원 정치학 박사

## 경력
- 한양대학교 사회과학대학 교수
- 제13대 국회의원 (민주정의당)
- 한국정치학회 이사
- 헌법개정심의위원회 위원
- 중앙선거관리위원회 위원
- 국가보위입법회의 입법의원
- 국회 법특위, 교육분과위원회 위원
- 세계한민족체전위원회 위원, 중앙정치교육원 부원장
- 한양대학교 행정대학원 교수, 명예교수

## 역대 선거 결과
| 실시년도 | 선거  | 대수 | 직책     | 선거구 | 정당       | 득표수      | 득표율         | 순위        | 당락 | 비고 |
| -------- | ----- | ---- | -------- | ------ | ---------- | ----------- | -------------- | ----------- | ---- | ---- |
| 1988년   | 총선  | 13대 | 국회의원 | 전국구 | 민주정의당 | 6,670,494표 | \| \| 34.0% \| | 전국구 24번 |      | 초선 |
|          | 34.0% |      |          |        |            |             |                |             |      |      |